# Nesomyrmex gibber
Nesomyrmex gibber  (лат.) — вид мелких муравьёв рода Nesomyrmex (Formicidae) из подсемейства Myrmicinae.

## Распространение
Остров Маврикий (из группы Маскаренских островов, Индийский океан). На высотах от 500 до 800 м.

## Описание
Мелкие муравьи (длина около 3 мм) коричневого цвета, похожие на представителей рода Leptothorax, обитающие в тропических лесах на высотах от 200 до 1755 м. Отличаются от близких видов (Nesomyrmex flavus, Nesomyrmex madecassus, Nesomyrmex nitidus и других) заметным выступом (горбом) среднегруди, коричневым цветом, морфометрическими пропорциями. 
Усики 12-члениковые с булавой из 3 сегментов. Жвалы с 5 зубцами. Проподеум угловатый с двумя шипиками. Стебелёк между грудкой и брюшком состоит из двух члеников: петиолюса и постпетиолюса (последний четко отделен от брюшка), жало развито.
Вид был впервые описан в 1946 году английским мирмекологом Г. Донисторпом под первоначальным названием Ireneopone gibber Donisthorpe, 1946, а его валидный статус подтверждён в ходе ревизии, проведённой в 2016 году энтомологами Шандором Чёзем (Sándor Csősz) и Брайеном Фишером (Brian L. Fisher; Entomology, California Academy of Sciences, Сан-Франциско, Калифорния, США) по материалам из Маврикия. Включён в видовую группу Nesomyrmex madecassus, для которой характерны невооружённый передний край пронотума (нет плечевых шипов), отсутствуют антеродорзальные шипы на узелке петиоля; проподеальные шипики редуцированные, сглаженная скульптура; метанотальная бороздка развита.